# Sally Fallon Morell
Sally Fallon Morell (pronuncia inglese [ˈsæli ˈfælən ˈmɒɹəl]; Santa Monica, 22 giugno 1948) è un'attivista, saggista e docente statunitense che lotta per un ritorno a una dieta sana e ancestrale e con una forte densità nutrizionale che sia basata sui precetti di Weston Price.
È autrice di diversi libri sulla nutrizione, tra cui Nourishing Traditions, ed è cofondatrice e presidente della Weston A. Price Foundation, con sede a Washington D.C.
Lei e suo marito, Geoffrey Morell, gestiscono anche una fattoria sperimentale a Brandywine, Prince George’s County, Maryland, che implementa i principi di allevamento da lei sostenuti, compresa una campagna per promuovere quello che lei chiama latte autentico.
Nel settembre 2020, è coautrice di un libro con Thomas Cowan, The Contagion Myth, che riprende le tesi di un libretto scritto da Arthur Firstenberg: The Invisible Rainbow. Il suo contenuto correla l’inquinamento elettromagnetico con la genesi di pandemie storiche, tra cui l’influenza spagnola e la pandemia di COVID-19. Il libro è stato rapidamente ritirato dal sito di Amazon con la motivazione che le affermazioni che faceva non erano in linea con l’attuale consenso scientifico.

## Opere
- (EN) Sally Fallon, Mary G. Enig, Nourishing Traditions®: The Cookbook that Challenges Politically Correct Nutrition and the Diet Dictocrats, illustrazioni di Kim Waters Murray, Marion Dearth, First edited in 1995 LCCN 97-143385 in additional collaboration with Pat Connolly Murray, 2ª ed., Washington, DC, NewTrends Publishing, Inc., 1999, ISBN 0967089735, LCCN 2001265819, OCLC 890002626.
«Nourishing Traditions® : il libro di cucina che rivoluziona le diete restrittive politicamente corrette sfidando i dettami alimentari»[2]
- (EN) Mary G. Enig , Sally Fallon, Eat fat, lose fat : lose weight and feel great with three delicious, science-based coconut diets, New York, Avery Publishing-Hudson Street Press, 2005, ISBN 1594630054, LCCN 2004016663.
«Mangiare grasso per dimagrire: perdere peso e restare in forma con tre approcci alimentari scientifici al cocco»
- (EN) Ramiel Nagel, Healing our children : sacred wisdom for preconception, pregnancy, birth and parenting, prefazione di Sally Fallon, Los Gatos, CA, Golden Child Pub., 2009, ISBN 0982021313, LCCN 2008933991.
- (EN) Sally Fallon, Kaayla T. Daniel, PhD, CCN, Nourishing Broth: An Old-Fashioned Remedy for the Modern World, illustrazioni di Mary Woodin, Little, Brown and Company, 2014, ISBN 1455529222, LCCN 2014012998, OCLC 1023127309.
«Brodi d'ossa del passato: un rimedio vecchio stile per il mondo moderno»[4]
- (EN) Grand Central Life & Style Sally Fallon Morell, Nourishing diets : how Paleo, ancestral and traditional peoples really ate, New York, NY, Grand Central Publishing, 2018, ISBN 1538711680, LCCN 2018931666.
«Come alimentarsi in modo ottimale basandosi su ciò che i nostri antenati Paleo mangiavano»
- (EN) Sally Fallon Morell, Nourishing fats : why we need animal fats for health and happiness, prefazione di Nina Teicholz, 1ª ed., New York, NY, Grand Central Life & Style, 2018, ISBN 1455592552, LCCN 2016040436.
«Tutti i grassi alimentari di buona qualità che puoi mangiare a volontà, perché il tuo corpo ha bisogno di grassi animali per una buona salute fisica e mentale.»
- (EN) Thomas Cowan, Vaccines, Autoimmunity, and the Changing Nature of Childhood Illness, prefazione di Sally Fallon Morell, Chelsea Green Publishing, 2018, ISBN 1603587772, LCCN 2018011990.
- (FR) Sally Fallon Morell, Campagne œuvrant en faveur de la réhabilitation du vrai lait : entier, nourri au pâturage, non transformé [A Campaign for Real Milk] (PDF), Weston A. Price Foundation, 2018.
- (FR) Sally Fallon Morell, Le coronavirus est-il vraiment contagieux ? [Is Coronavirus Contagious?] (PDF), in Nourishing Traditions, ottobre 2020.
- (EN) Thomas Cowan , Sally Fallon Morell, The Contagion Myth: Why Viruses (including "Coronavirus") Are Not the Cause of Disease, New York City, Skyhorse Publishing, 2020, ISBN 1603586199, OCLC 1199980267.
«Il mito del contagio: perché i virus — compreso il coronavirus  — non sono la causa primaria della malattia»[14]